# Pedro Rodríguez Ledesma
Pedro Eliezer Rodríguez Ledesma (* 28. července 1987 Santa Cruz de Tenerife, Španělsko) je španělský fotbalista a reprezentant, působící od roku 2021 v kádru Lazia Řím. Je odchovancem španělského klubu FC Barcelona, kde působil v letech 2008 až 2015. Jedná se o levonohého křídelníka, který může hrát na obou stranách hřiště. Je mistrem světa i Evropy.
V sezónách 2008/09 a 2014/15 vyhrál s Barcelonou treble, tedy výhru v domácí lize, domácím poháru a Lize mistrů UEFA v jedné sezóně.

## Klubová kariéra

### Barcelona

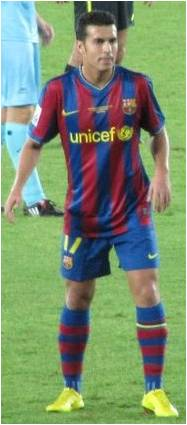
MS klubů 2009

Svou kariéru zahájil v CD San Isidro, odkud v roce 2004 přestoupil do Barcelony. Svůj debut Pedro prožil v ročníku 2007/08, kdy si ho vytáhl trenér Rijkaard, Barcelona zničila Real Murcia 4:0. V sezóně 2008/09 patřil do kádru béčka, přesto si ho mnohdy nový trenér Guardiola vytáhl do prvního týmu. Mnoho minut neodehrál, přesto se aúple na hřiště dostal i ve finále Ligy mistrů proti Manchesteru United. Zlomový byl ročník následující. Poprvé na sebe Pedro upozornil gólem ve Španělském superpoháru do sítě Athletic Bilbaa, následně co by střídající rozhodl souboj se Šachtarem Doněck o Evropský superpohár. V Lize mistrů pokořil Inter Milan či Dynamo Kyjev a prosadil se i v lize. Na MS klubů završil svým semifinálovým gólem pohádku. Vytvořil totiž absolutní rekord, když se střelecky prosadil v všech šesti soutěžích, které Barça hrála. Ve finále tohoto turnaje dal také gól, který posunul utkání s Estudiante do prodloužení.
22. září 2013 vstřelil hattrick v ligovém utkání proti Rayo Vallecano, čímž výrazně přispěl k výhře 4:0 na soupeřově hřišti. S Barcelonou postoupil ze základní skupiny H do vyřazovacích bojů Ligy mistrů 2013/14, katalánský tým v ní obsadil se ziskem 13 bodů první místo. V posledním utkání skupiny 11. prosince 2013 vstřelil jednu branku proti skotskému týmu Celtic FC a přispěl tak k drtivému vítězství 6:1. 22. prosince 2013 zaznamenal v ligovém utkání s Getafe CF další hattrick, Barcelona dokázala otočit stav z 0:2 na konečných 5:2. Pedro stihl třikrát skórovat v rozmezí 8 minut a byl jednoznačně mužem zápasu.

### Chelsea

#### 2015/16

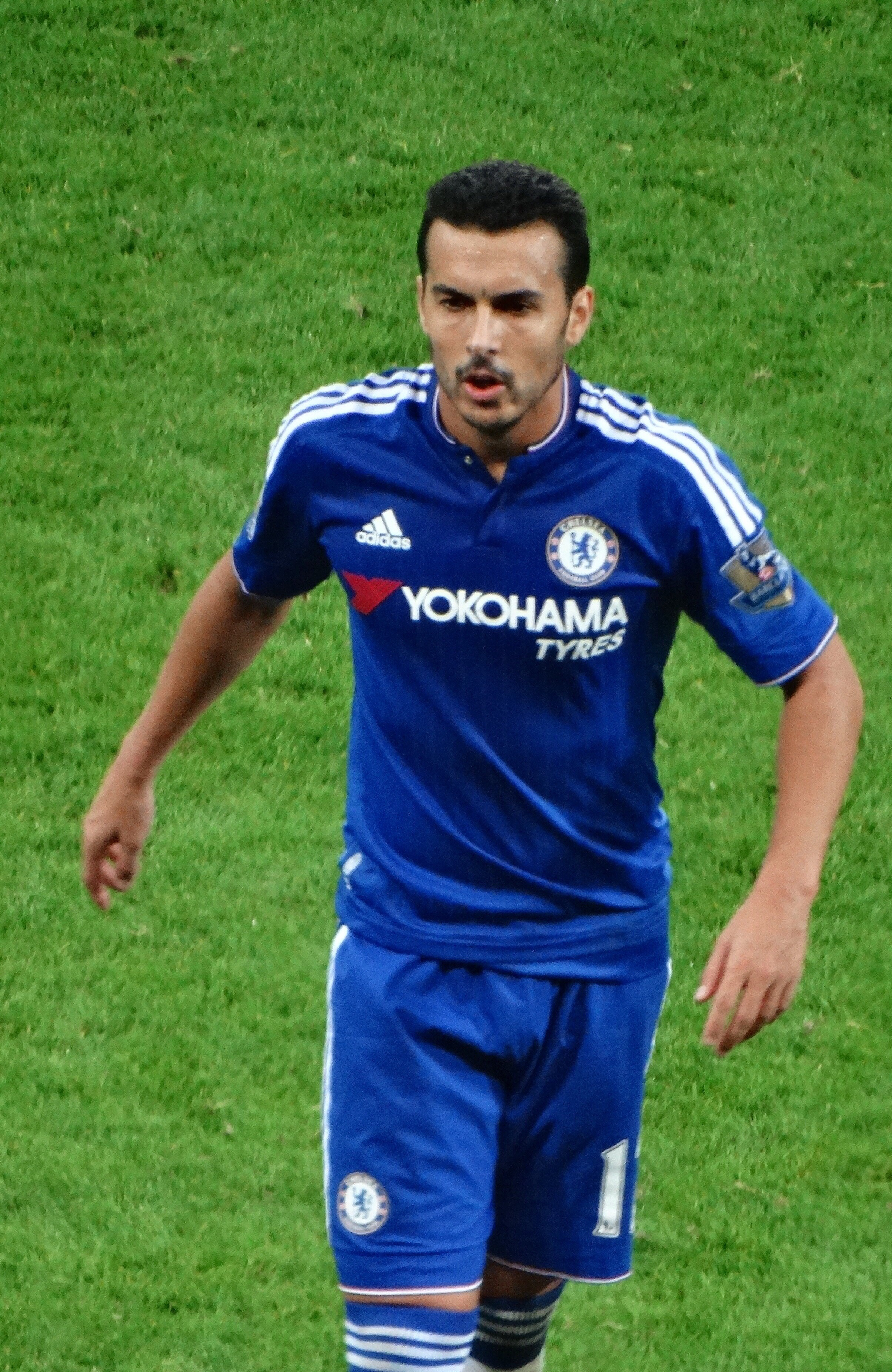
Pedro hrající Chelsea (2015)

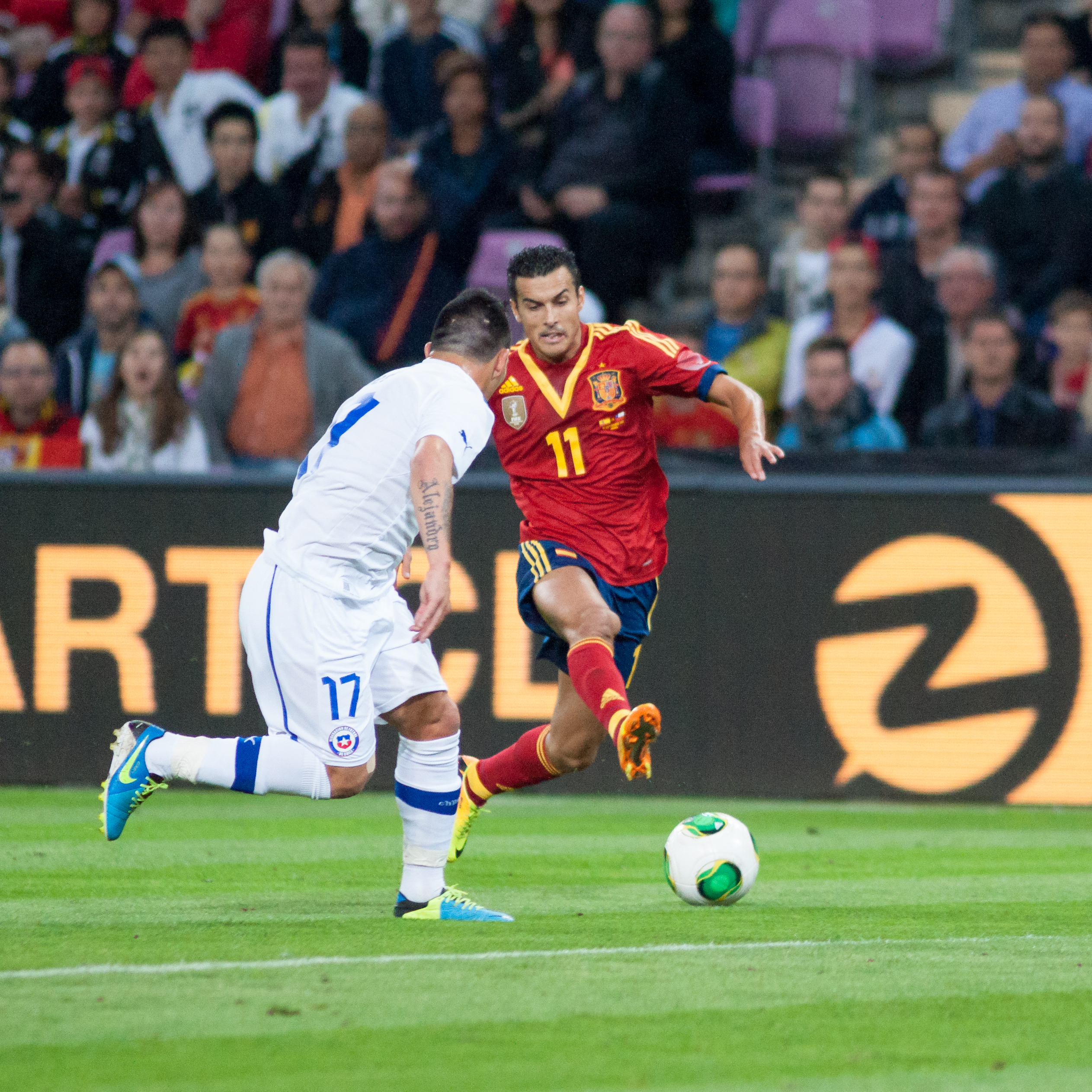
Pedro Rodríguez (vpravo) v utkání Španělsko–Chile (2013)

20. srpna 2015 se Pedro připojil k týmu anglické Premier League Chelsea, když podepsal čtyřletý kontrakt. Tři dny po přestupu debutoval v zápase proti West Bromwich Albion, ve kterém se mu podařilo skórovat a také asistovat u gólu Diega Costy; zápas skončil vítězstvím londýnských 3:2. 19. prosince skóroval při domácí výhře 3:1 proti Sunderlandu, jednalo se o jeho první gól na Stamford Bridge.

#### 2016/17
1. července 2016 bylo oznámeno, že Pedro získal v Chelsea dres s číslem 11, které zůstalo volné po odchodu Alexandra Pata. Dne 20. srpna 2016 odehrál Pedro svůj první zápas v sezóně proti Watfordu poté, co se jeho konkurent na křídle, Willian, zranil. V dalším zápase asistoval na gól Victora Mosese při výhře 3:0 nad Burnley. Dne 23. října 2016 Pedro vstřelil nejrychlejší gól sezóny, když ve 30 vteřině zápasu proti Manchesteru United otevřel skóre. Obhajoval také tehdejšího manažera Chelsea Antonia Conteho, kterého obvinil tehdejší manažer Manchesteru United José Mourinho ze snahy ponížit United svými projevy v závěrečných minutách zápasu. 5. listopadu 2016 v zápase proti Evertonu na Stamford Bridge si zapsal dvě asistence a vstřelil poslední gól zápasu, který skončil 5:0. Dne 26. listopadu 2016 Pedro skóroval těsně před poločasem zápasu proti Tottenhamu při vítězství 2:1. Tato branka nakonec se stala nejhezčím ligovým gólem měsíce za listopad 2016.

#### 2018/19
11. srpna 2018 vstřelil svůj první ligový gól sezóny při vítězství 3:0 nad Huddersfieldem. V jeho 150. zápasu za Chelsea, vstřelil 1000. klubový gól v Premier League na Stamford Bridge, když otevřel skóre proti Fulhamu. Vstřelil dva góly a na další dva přihrál, čímž pomohl Blues dostat se do semifinále Evropské ligy na úkor českého mistra Slavie Praha na Stamford Bridge dne 18. dubna. Chelsea vyhrála zápas 4:3, celkové skóre čtvrtfinále bylo 5:3. 29. května ve finále Evropské ligy skóroval při vítězství Chelsea nad Arsenalem; díky tomu se stal pátým hráčem, který skóroval jak ve finále Poháru mistrů evropských zemí/Ligy mistrů, tak ve finále Poháru UEFA/Evropské ligy, po Allanu Simonsenovi, Dmitriji Aleničevovi, Hernánu Crespovi a Stevenu Gerrardovi.

#### 2019/20
Dne 8. března 2020 Pedro vstřelil svůj první ligový gól sezóny při vítězství nad Evertonem. Prosadil se v Premier League po více než roce, když jeho poslední gól vstřelil 27. února 2019.
Dne 26. července 2020 trenér Chelsea Frank Lampard potvrdil, že Pedro opustí Chelsea po finále FA Cupu a zápasech Ligy mistrů. Sám hráč také oznámil svůj odchod z klubu na svém Twitteru.

### AS Řím
Dne 25. srpna 2020 oznámil klub z italské Serie A AS Řím podepsání Pedra, když podepsal smlouvu na tři roky.

### SS Lazio Řím
V zápase proti Neapoli 27. února 2022 sice nezabránil prohře 1:2, vstřelil však jeden gól, jeho 100. gól na elitní ligové úrovni.

## Reprezentační kariéra
V A-mužstvu Španělska přezdívaném La Furia Roja debutoval 29. 5. 2010 v rakouském Innsbrucku v přípravném zápase proti reprezentaci Saúdské Arábie (výhra 3:2).
Z barcelonské sestavy vytlačil kanonýra Thierryho Henryho, střelecky se prosadil i proti Realu Madrid a tak ho trenér reprezentace Vicente del Bosque zařadil do nominace na světový šampionát 2010 konaný v Jihoafrické republice. Během turnaje vytlačil ze sestavy Fernanda Torrese a nastoupil i ve finále proti Nizozemsku, které rozhodl vítězným gólem Andrés Iniesta (výhra 1:0). Del Bosque vsadil na barcelonskou souhru a to se vyplatilo.
Se španělskou reprezentací vyhrál i EURO 2012 konané v Polsku a na Ukrajině.

Trenér Vicente del Bosque jej vzal na Mistrovství světa 2014 v Brazílii, kde Španělé jakožto obhájci titulu vypadli po dvou porážkách a jedné výhře již v základní skupině B.

Vicente del Bosque jej nominoval i na EURO 2016 ve Francii, kde byli Španělé vyřazeni v osmifinále Itálií po porážce 0:2.

## Statistiky

### Klubové
K zápasu odehranému 1. srpna 2020
| Klub      | Sezóna  | Liga           | Liga   | Liga | Národní pohár | Národní pohár | Ligový pohár | Ligový pohár | Evropské poháry | Evropské poháry | Ostatní | Ostatní | Celkem | Celkem |
| Klub      | Sezóna  | Liga           | Zápasy | Góly | Zápasy        | Góly          | Zápasy       | Góly         | Zápasy          | Góly            | Zápasy  | Góly    | Zápasy | Góly   |
| --------- | ------- | -------------- | ------ | ---- | ------------- | ------------- | ------------ | ------------ | --------------- | --------------- | ------- | ------- | ------ | ------ |
| Barcelona | 2007/08 | La Liga        | 2      | 0    | 0             | 0             | —            | —            | —               | —               | —       | —       | 2      | 0      |
| Barcelona | 2008/09 | La Liga        | 6      | 0    | 3             | 0             | —            | —            | 5               | 0               | —       | —       | 14     | 0      |
| Barcelona | 2009/10 | La Liga        | 34     | 12   | 4             | 3             | —            | —            | 9               | 4               | 5       | 4       | 52     | 23     |
| Barcelona | 2010/11 | La Liga        | 33     | 13   | 7             | 4             | —            | —            | 12              | 5               | 1       | 0       | 53     | 22     |
| Barcelona | 2011/12 | La Liga        | 29     | 5    | 5             | 4             | —            | —            | 9               | 4               | 5       | 0       | 48     | 13     |
| Barcelona | 2012/13 | La Liga        | 28     | 7    | 5             | 1             | —            | —            | 10              | 1               | 2       | 1       | 45     | 10     |
| Barcelona | 2013/14 | La Liga        | 37     | 15   | 8             | 3             | —            | —            | 7               | 1               | 2       | 0       | 54     | 19     |
| Barcelona | 2014/15 | La Liga        | 35     | 6    | 6             | 5             | —            | —            | 9               | 0               | —       | —       | 50     | 11     |
| Barcelona | 2015/16 | La Liga        | 0      | 0    | 0             | 0             | —            | —            | 0               | 0               | 3       | 1       | 3      | 1      |
| Barcelona | Celkem  | Celkem         | 204    | 58   | 38            | 20            | —            | —            | 61              | 15              | 18      | 6       | 321    | 99     |
| Chelsea   | 2015/16 | Premier League | 29     | 7    | 4             | 0             | 1            | 1            | 6               | 0               | —       | —       | 40     | 8      |
| Chelsea   | 2016/17 | Premier League | 35     | 9    | 5             | 4             | 3            | 0            | —               | —               | —       | —       | 43     | 13     |
| Chelsea   | 2017/18 | Premier League | 31     | 4    | 6             | 2             | 3            | 0            | 7               | 1               | 1       | 0       | 48     | 7      |
| Chelsea   | 2018/19 | Premier League | 31     | 8    | 1             | 0             | 5            | 0            | 14              | 5               | 1       | 0       | 52     | 13     |
| Chelsea   | 2019/20 | Premier League | 11     | 1    | 6             | 0             | 2            | 1            | 3               | 0               | 1       | 0       | 23     | 2      |
| Chelsea   | Celkem  | Celkem         | 137    | 29   | 22            | 6             | 14           | 2            | 30              | 6               | 3       | 0       | 206    | 43     |
| AS Řím    | 2020/21 | Serie A        | 0      | 0    | 0             | 0             | —            | —            | 0               | 0               | —       | —       | 0      | 0      |
| Celkem    | Celkem  | Celkem         | 341    | 87   | 60            | 26            | 14           | 2            | 91              | 21              | 21      | 6       | 527    | 142    |

### Reprezentační
K zápasu odehranému 6. září 2017
| Španělsko | Španělsko | Španělsko |
| Rok       | Zápasy    | Góly      |
| --------- | --------- | --------- |
| 2010      | 11        | 1         |
| 2011      | 4         | 1         |
| 2012      | 8         | 7         |
| 2013      | 14        | 4         |
| 2014      | 11        | 3         |
| 2015      | 6         | 0         |
| 2016      | 6         | 1         |
| 2017      | 5         | 0         |
| Celkem    | 65        | 17        |

### Reprezentační góly
K zápasu odehranému 27. července 2016. Skóre a výsledky Španělska jsou vždy zapisovány jako první.
| Gól | Datum              | Místo                                              | Zápas | Soupeř              | Skóre | Výsledek | Soutěž                                |
| --- | ------------------ | -------------------------------------------------- | ----- | ------------------- | ----- | -------- | ------------------------------------- |
| 1.  | 8. června 2010     | Nueva Condomina, Murcia, Španělsko                 | 3.    | Polsko              | 6:0   | 6:0      | Přátelský zápas                       |
| 2.  | 7. června 2011     | José Antonio Anzoátegui, Puerto la Cruz, Venezuela | 13.   | Venezuela           | 2:0   | 3:0      | Přátelský zápas                       |
| 3.  | 7. září 2012       | Pasarón, Pontevedra, Španělsko                     | 19.   | Saúdská Arábie      | 2:0   | 5:0      | Přátelský zápas                       |
| 4.  | 7. září 2012       | Pasarón, Pontevedra, Španělsko                     | 19.   | Saúdská Arábie      | 5:0   | 5:0      | Přátelský zápas                       |
| 5.  | 12. října 2012     | Dinamo Stadium, Minsk, Bělorusko                   | 21.   | Bělorusko           | 2:0   | 4:0      | Kvalifikace na Mistrovství světa 2014 |
| 6.  | 12. října 2012     | Dinamo Stadium, Minsk, Bělorusko                   | 21.   | Bělorusko           | 3:0   | 4:0      | Kvalifikace na Mistrovství světa 2014 |
| 7.  | 12. října 2012     | Dinamo Stadium, Minsk, Bělorusko                   | 21.   | Bělorusko           | 4:0   | 4:0      | Kvalifikace na Mistrovství světa 2014 |
| 8.  | 14. listopadu 2012 | Rommel Fernández, Panamá, Panama                   | 23.   | Panama              | 1:0   | 5:1      | Přátelský zápas                       |
| 9.  | 14. listopadu 2012 | Rommel Fernández, Panamá, Panama                   | 23.   | Panama              | 3:0   | 5:1      | Přátelský zápas                       |
| 10. | 6. února 2013      | Chalífův mezinárodní stadion, Dauhá, Katar         | 24.   | Uruguay             | 2:1   | 3:1      | Přátelský zápas                       |
| 11. | 6. února 2013      | Chalífův mezinárodní stadion, Dauhá, Katar         | 24.   | Uruguay             | 3:1   | 3:1      | Přátelský zápas                       |
| 12. | 26. března 2013    | Stade de France, Paříž, Francie                    | 26.   | Francie             | 1:0   | 1:0      | Kvalifikace na Mistrovství světa 2014 |
| 13. | 16. června 2013    | Arena Pernambuco, Recife, Brazílie                 | 28.   | Uruguay             | 1:0   | 2:1      | Konfederační pohár 2013               |
| 14. | 5. března 2014     | Vicente Calderón, Madrid, Španělsko                | 38.   | Itálie              | 1:0   | 1:0      | Přátelský zápas                       |
| 15. | 8. září 2014       | Ciutat de València, Valencie, Španělsko            | 44.   | Severní Makedonie   | 5:1   | 5:1      | Kvalifikace na Euro 2016              |
| 16. | 15. listopadu 2014 | Estadio Nuevo Colombino, Huelva, Španělsko         | 47.   | Bělorusko           | 3:0   | 3:0      | Kvalifikace na Euro 2016              |
| 17. | 29. května 2016    | AFG Arena, St. Gallen, Švýcarsko                   | 56.   | Bosna a Hercegovina | 3:1   | 3:1      | Přátelský zápas                       |

## Ocenění
Barcelona B
- Tercera División: 2007/08

Barcelona
- La Liga: 2008/09, 2009/10, 2010/11, 2012/13, 2014/15[33]
- Copa del Rey: 2008/09, 2011/12, 2014/15[33]
- Supercopa de España: 2009, 2010, 2011, 2013[33]
- Liga mistrů UEFA: 2008/09, 2010/11, 2014/15[33]
- Superpohár UEFA: 2009, 2011, 2015[33]
- Mistrovství světa klubů : 2009, 2011[33]

Chelsea
- Premier League: 2016/17[34]
- FA Cup: 2017/18;[35]
- Evropská liga UEFA: 2018/19[36]

Španělsko
- Mistrovství světa: 2010[37]
- Mistrovství Evropy: 2012[31]